# 西湖国宾馆
西湖国宾馆，俗称「刘庄」，是中国浙江省杭州市的一处高档宾馆，位于西湖西岸杨公堤边丁家山麓。其餐厅紫薇厅是杭州米其林入选餐厅。

## 历史沿革
西湖国宾馆，初名「水竹居」，時人稱「西湖劉莊」。是由广东富商刘学询（1855—1935）始建于1898年，劉學詢曾以每畝二百銀元，數倍於市價的高價，在浙江杭州西湖畔營建園林，耗資十餘萬兩白銀，總面积達1369平方米。
1905年，因刘學詢与大清银行发生债务纠纷，刘庄被查封。之後，劉學詢的私敌康有为在丁家山北营造别院，称「一天庐」，俗名「康庄」。1927年康有为死后，「康庄」被张静江下令查封。
1952年，「刘庄」和「康庄」以及周围一批私家园林均被中华人民共和国政府接管，改造成占地广阔的浙江省委第一招待所，仍俗称「刘庄」。
毛泽东非常喜爱此处山水，自1953年底率领中华人民共和国宪法起草小组入住开始，每年都要前来小住或避暑。
1959年，浙江省人民政府对「刘庄」进行了大规模整修，对主要建筑进行了翻新和改建。
1972年2月26日，美国总统理查德·尼克松率团在中国总理周恩来的陪同下前来杭州访问，下榻在「刘庄」。中美两国代表基辛格和乔冠华连夜在「刘庄」内举行会谈，最终于次日凌晨达成一致，在「刘庄」内的八角亭中草签了《中美上海公报》。
1980年后，「刘庄」再次翻修，更名为「西湖国宾馆」，并对公众开放。